# Earl of Haddington

Wappen der Earls of Haddington

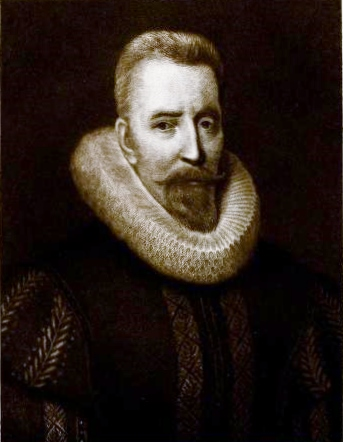
Thomas Hamilton, 1. Earl of Haddington

Earl of Haddington ist ein erblicher britischer Adelstitel in der Peerage of Scotland, benannt nach der traditionellen Grafschaft Haddingtonshire, die heute East Lothian heißt.

## Verleihung
Der Titel wurde am 20. März 1619 für den Juristen Thomas Hamilton, 1. Lord Binning geschaffen. Ursprünglich lautete der Titel Earl of Melrose, in the County of Roxburgh, und er wurde zusammen mit dem nachgeordneten Titel Lord Binning and Byres, in the County of Haddington. Er war bereits am 30. November 1613, ebenfalls in der Peerage of Scotland, zum Lord Binning erhoben worden. Der Titel Earl of Melrose war nach der ehemaligen Zisterzienserabtei Melrose Abbey benannt, deren Ländereien sich großteils im Besitz Hamiltons befanden. Hamilton, der der Adelsfamilie Hamilton angehörte, war mit der Namensgebung des Titels unzufrieden, da er der Meinung war, sein Titel solle sich nicht von einer Abtei, sondern einer Grafschaft ableiten. So wurde, nachdem am 28. Februar 1626 der Titel Viscount of Haddington erloschen war, am 17. August 1627 seine Verleihungsurkunde (Letters Patent) rückwirkend geändert und sein Earlstitel in Earl of Haddington umbenannt.
Sein Nachfahre, der spätere 9. Earl of Haddington, wurde am 24. Juli 1827 in der Peerage of the United Kingdom auch zum Baron Melros, of Tyninghame in the County of Haddington, erhoben. Dieser Titel war damals im Gegensatz zu den schottischen Titeln mit einem erblichen Sitz im House of Lords verbunden. Der 9. Earl starb 1858 kinderlos, so dass die Baronie wieder erlosch, während seine übrigen Titel an einen Cousin als 10. Earl fielen.
Familiensitz der Earls war früher Tyninghame House bei Tyninghame in East Lothian und ist heute Mellerstain House bei Kelso in Berwickshire.

## Earls of Haddington (1619)
- Thomas Hamilton, 1. Earl of Haddington (1563–1637)
- Thomas Hamilton, 2. Earl of Haddington (1600–1640)
- Thomas Hamilton, 3. Earl of Haddington (1626–1645)
- John Hamilton, 4. Earl of Haddington (1626–1669)
- Charles Hamilton, 5. Earl of Haddington (um 1650–1685)
- Thomas Hamilton, 6. Earl of Haddington (um 1680–1735)
- Thomas Hamilton, 7. Earl of Haddington (1721–1794)
- Charles Hamilton, 8. Earl of Haddington (1753–1828)
- Thomas Hamilton, 9. Earl of Haddington (1780–1858)
- George Baillie-Hamilton, 10. Earl of Haddington (1802–1870)
- George Baillie-Hamilton-Arden, 11. Earl of Haddington (1827–1917)
- George Baillie-Hamilton, 12. Earl of Haddington (1894–1986)
- John Baillie-Hamilton, 13. Earl of Haddington (1941–2016)
- George Baillie-Hamilton, 14. Earl of Haddington (* 1985)

Voraussichtlicher Titelerbe (Heir Presumptive) ist ein Nachfahre des 6. Earls, Thomas Baillie-Hamilton (* 1948).